# Samuel Kirk
Samuel Aleksander Kirk (ur. 1 września 1904 w Rugby, Dakota Północna, zm. 1996) – amerykański psycholog i pedagog, który znany jest głównie z faktu ukucia terminu trudności w uczeniu się.

## Życiorys
Jego rodzicami byli rolnicy Richard i Nelly Kirk. wychował się w rolniczym miasteczku i wieczorami nauczał rolników, jak czytać. Kirk służył w wojsku, gdzie stworzył program dla poborowych, którzy mieli trudności z czytaniem i pisaniem.
Kirk otrzymał oba licencjaty i magistra w dziedzinie psychologii na Uniwersytecie w Chicago. Następnie uzyskał stopień kandydata nauk w fizjologicznej i klinicznej psychologii na Uniwersytecie Michigan.
Ożenił się z Winifred D. i miał z nią syna, Jerry’ego oraz córkę, Lorraine.

### Kariera naukowa
Samuel Kirk jest znany z osiągnięć w dziedzinie kształcenia specjalnego, a czasami nazywany „ojcem nowoczesnego kształcenia specjalnego”.
Zaczął swoją działalność pedagogiczną w szkole Oaks w Chicago w 1929 roku, gdzie pracował z chłopcami którzy nie byli dobrymi uczniami i cierpieli na choroby psychiczne. Jego zainteresowania w dziedzinie kształcenia specjalnego pogłębiały się, w miarę jak pracował z osobami wymagającymi kształcenia specjalnego. Samuel Kirk „pisał tak szeroko i tak z poczucia obowiązku o wielu aspektach upośledzenia umysłowego oraz zaburzeniach uczenia się co więcej był odpowiedzialny za wiele innowacji w diagnostyce, nauce i polityce społecznej”.
W 1963 r., dr Kirk wygłosił przemówienie na konferencji na temat edukacji i stał się pierwszym który użył pojęcia „niezdolności do uczenia się”. Ta mowa miała monumentalna wpływ na politykę społeczną, a także pomogła imieniu doktora Kirka pojawić się w opinii publicznej za sprawą Johna F. Kennedy'ego który miał siostrę, dotkniętą zaburzeniami psychicznymi (teraz częściej nazywanymi zaburzeniami intelektualnymi). Dr Kirk położył fundamenty dla przyjęcia przepisów, które wymagały, aby szkoły udzielały pomocy dla dzieciom z trudnościami w nauce. W państwowej polityce (1964), dr Kirk przekonał Waszyngton, by ten przekazał pieniądze na kształcenie nauczycieli, w zakresie pomocy uczniom z trudnościami w uczeniu się. Poświęceni się Dr Kirka dla uczniów z trudnościami w nauce doprowadziły do powstania pierwszego w historii Instytutu Badań Specjalnych Dzieci co miało miejsce ponad 50 lat temu. Która do tej pory jest popularnym punktem odniesienia dla ministerstwa edukacji specjalnej.
W publikacjach doktora Kirka, dotyczących uczenia się osób niepełnosprawnych, opisuje on klasyfikacje używane w odniesieniu do dzieci niepełnosprawnych. To zawiera jednolitą klasyfikację dzieci z niską inteligencją, bazującą na różnicy stopnia deficytu uczenia się. Samuel wymienił też przyczyny, powiązane z trudnościami w uczeniu się. Są to: urazy mózgu, zaburzenia fizjologiczne, czynniki dziedziczne, oraz kulturowe. W swojej publikacji pod tytułem Nauczanie opóźnionego dziecka, opisuje identyfikowanie się dziecka z trudnościami w nauce, obejmującą naukę dziecka w różnych dyscyplinach, lub bardziej ogólnie, testy inteligencji, testy osiągnięć, osobowości i społecznej dojrzałości.

## Publikacje
| Nazwa                                                          | Rok  | Opis |
| -------------------------------------------------------------- | ---- | --- |
| Nauka Czytania Dzieci czytających powoli                       | 1940 | Prezentuje nauczycielom problemy i rozwiązania, służące do nauki dzieci, które bardzo powoli uczą się czytać. |
| Nauczanie opóźnionego dziecka                                  | 1951 | Celem autora było omówienie nowych przepisów dotyczących edukacji dzieci upośledzonych i odpowiednich procedur, aby pokazać wartość takich jednostek dla społeczeństwa.                                                                                   |
| Ty i Twoje opóźnione dziecko                                   | 1958 | Przewodnik dla rodziców, jak wychowywać i komunikować się z dzieckiem ze specjalnymi potrzebami edukacyjnymi. |
| Wczesne nauczanie upośledzonych umysłowo                       | 1958 | Omówiono badania i teorie co do wczesnej interwencji dla dzieci z trudnościami w uczeniu w oparciu o badania wielu przypadków. |
| Nauczanie Specjalnych Dzieci                                   | 1962 | Opis każdej z trzynastu kategorii niepełnosprawności i naukowo uzasadnionych metod nauczania i strategii dla dzieci z każdym z 13 typów niepełnosprawności niepełnosprawnych. Omówiono w nim również potrzeby dzieci, które są uzdolnione i utalentowane. |
| Psycholingwistyczne zaburzenia uczenia się: diagnozy i terapie | 1971 | Ma na celu pomóc czytelnikom interpretować wyniki badań uczniów z psycholingwistycznymi trudnościami w nauce. |
| Fonetyczne Lekcje Korekcji Odczytu                             | 1985 | Zapewnia programowe metody nauki czytania dla dzieci, które mają problemy z czytaniem. |